# ナポレオン (俳優)
クマレサン・ドゥライサミー（Kumaresan Duraisamy、1963年12月2日 - ）は、インドの俳優、政治家、実業家。「ナポレオン(Napoleon)」の芸名で活動しており、マンモハン・シン内閣では社会正義・エンパワーメント大臣を務め、これまでに合計150本以上のタミル語映画、テルグ語映画、マラヤーラム語映画、カンナダ語映画に出演した。

## 生い立ち
1963年に6人兄弟の第5子として生まれる。ティルチラーパッリのセント・ジョゼフ・カレッジを卒業している。

## キャリア

### 政治家

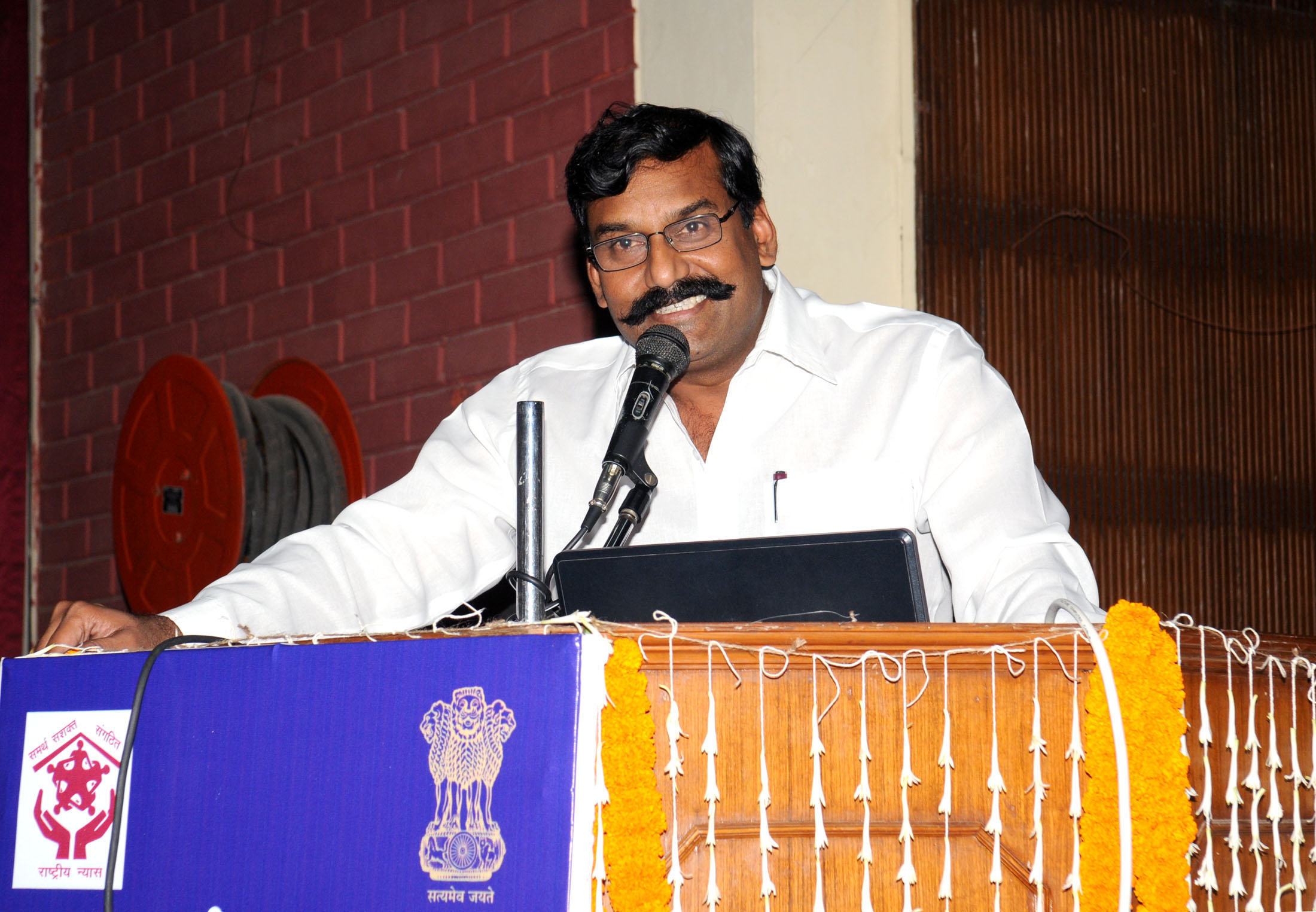
大臣時代のナポレオン（2011年）

大学卒業後、ナポレオンはドラーヴィダ進歩党の思想に共感して入党した。叔父K・N・ネルーは同党の党員であり、この時期にはタミル・ナードゥ州政府の厚生大臣を務めていた。2001年タミル・ナードゥ州議会選挙でヴィリバッカム選挙区から立候補し、州議会議員に初当選した。2006年タミル・ナードゥ州議会選挙ではマイラープール選挙区から出馬するが、S・Ve・シェーカルに敗れ落選した。その後は国政進出に関心を示し、2009年インド総選挙でペランバルール選挙区から出馬してローク・サバー議員に初当選した。当選後、ナポレオンは社会正義・エンパワーメント大臣に就任し、2013年まで在職した。
2014年にドラーヴィダ進歩党を離党した。離党の理由は「党内民主主義の欠如に対する不満があったため」と語っており、これは彼が支持していたM・K・アラギリが党を追放されたことに対する抗議の意味が含まれていた。離党翌日の12月21日にアミット・シャーと連絡を取り、その場でインド人民党に入党した。2015年11月26日にインド人民党タミル・ナードゥ州副支部長に就任している。

### 俳優
27歳の時に『Udhayam』（『Siva』のタミル語吹替版）を鑑賞したことをきっかけに俳優を志すようになった。1991年にバーラティラージャの『Pudhu Nellu Pudhu Naathu』で俳優デビューし、これ以降『ヤジャマン』『Seevalaperi Pandi』『Devasuram』『Raavanaprabhu』『Vattaram』『Hello Brother』『Pokkiri』『Dasavathaaram』などに出演した。ナポレオンの俳優キャリアの中で最も成功した役として、『Devasuram』で演じたムンダッカル・シェーカラン役が挙げられる。2000年から2006年にかけてナディガル・サンガムの副会長を務めた。
一時期俳優業を離れてアメリカ合衆国テネシーに移住していたが、映画業界からの要望に応える形で『Kidaari』『Muthuramalingam』に出演し、俳優業に戻った。2019年には『Devil's Night: Dawn of the Nain Rouge』に出演し、ハリウッドデビューを果たした。

## 受賞歴
- タミル・ナードゥ州映画賞 特別賞（英語版）（1997年）
- MGR賞（英語版）（1998年）
- カライマーマニ賞（英語版）（1998年）